# Копервік
Копервік — найбільше місто на острові Кармей у фюльке Ругаланн, Норвегія, та адміністративний центр комуни Кармей. Комуна є частиною традиційного району Гаугаланн. Місто має площу 4,85 км² та населення (2014) 8 215 осіб; відповідно густота населення становить 1 694 на 1 км². Комуна Кармей має близько 42000 жителів, і у Копервіку проживає близько 20 % її населення.
Копервік — одне з трьох міст комуни (інші — Окрехамн і Скуденесхавн). Копервік є транспортним вузлом для регулярних судів, що йдуть на північ у Берген і на південь у Ставангер. Основний вид діяльності — плавка алюмінію і риболовля. У Копервіку розташовані муніципальні будівлі комуни, а також багато комерційних підприємств.

## Історія
Село Копервік було оголошено ladested (містом) 16 серпня 1866 року, а оскільки міста не могли бути частиною сільської комуни, воно було виділено з комуни Авальдснес для формування власної міської комуни. На час оголошення містом Копервік мав населення 737 людей. З 1 січня 1965 року у Норвегії було багато великих муніципальних об'єднань завдяки роботі комітету Шея; тоді Копервік був об'єднаний з сусідніми комунами Авальдснес, Стангалан, Торвастад, Скуденес, Акра і з сусіднім містом Скуденесхавн. Разом ці муніципалітети сформували нову, велику комуну Кармей. На дату злиття у Копервіку було 1 737 жителів і він втратив статус «міста» в результаті злиття у комуну Кармой. 1996 року, у зв'язку з деякими змінами в законах про міста, комуна Кармой знову оголосила Копервік містом.
За легендою, норвезький король Сверрір I замовив будівництво дерев'яного замку на мисі біля входу в гавань, на місці поточного розташування Копервіка. Тому частина Копервіка має назву Treborg, що буквально означає «дерев'яний замок». Однак, не виявлено ніяких доказів існування такого замку у минулому. Копервік був також домівкою Тормода Торфеуса, який був призначений офіційним Королівським Норвезьким істориком данського короля в Королівстві Данія-Норвегія.

## Відомі жителі
- Ян Х'єлль Ларсен, футболіст
- Свейн Мункеюр, колишній міністр рибальства
- Асб'єрн Сунде (1909—1985), диверсант проти нацистської окупації Норвегії
- Турмод Торфеус (1636—1719), ісландсько-норвезький історик
- Ейвінн Ваксдал, політик